# Godspeed EP
Godspeed EP é o primeiro EP da banda Anberlin, lançado a 26 de Dezembro de 2006.
A faixa "Godspeed" seria o primeiro single do terceiro álbum de estúdio, Cities editado em 2007.
O vocalista Stephen Christian disse numa entrevista acerca do single: "São diferentes histórias no mundo do rock onde a droga acaba por arrasar ou destruir por completo uma vida, como Jimi Hendrix, Jim Morrison, Nico, Moon, Vicious, etc. Penso que essas estrelas rock acreditam no seu egocentrismo que mais tarde ou mais cedo termina na sua destruição"

## Faixas
Godspeed EP
1. "Godspeed" - 3:04
2. "The Haunting" - 5:54

Godspeed 7"
1. "(God)speed"
2. "The Unwinding Cable Car"